# Perkebunan Glugur Langkat
Perkebunan Glugur Langkat is een bestuurslaag in het regentschap Langkat van de provincie Noord-Sumatra, Indonesië. Perkebunan Glugur Langkat telt 595 inwoners (volkstelling 2010).